# رجل دولة
رجل دولة عادة ما يكون سياسي، دبلوماسي أو غيره من الشخصيات العامة البارزة أصحاب حياة مهنية طويلة  على الصعيد الوطني أو الدولي.